# Ахшані
Ахшані (груз. ახშანი) — село в Грузії.
За даними перепису населення 2014 року в селі проживає 236 осіб.